# Галкино (Павлодарская область)
Галкино (каз. Галкино) — село в Щербактинском районе Павлодарской области Казахстана. Расположено в 30 км к юго-востоку от районного центра — села Шарбакты и в 100 км к востоку от областного центра — города Павлодара. Административный центр Галкинского сельского округа. Код КАТО — 556837100.

## История
Село было основано в 1907 году на урочище Бас-Кудук в бывшей Крестьянской волости Павлодарского уезда Семипалатинской области. Было названо по фамилии семипалатинского губернатора Александра Галкина, как выражение верноподданнических чувств со стороны крестьян-переселенцев.
В 1928—1944 годах находилось в Цурупинском районе (сначала Павлодарского округа, затем Восточно-Казахстанской области, с 1938 года — Павлодарской области). В 1944 году из части Цурупинского района был создан Галкинский район с центром в селе Галкино, который был расформирован в 1957 году и вошёл в состав Щербактинского района.
Галкино было центральной усадьбой бывшего мясо-молочного совхоза «Боровой», образованного в 1961 году на базе колхоза «Верный путь» и Чигириновской МТС.

## Население
В 1985 году в селе проживало 2191 человек. В 1999 году численность населения села составляла 1875 человек (869 мужчин и 1006 женщин). По данным переписи 2009 года, в селе проживало 1023 человека (542 мужчины и 481 женщина).